# Anthicus catalanus
Anthicus catalanus is een keversoort uit de familie snoerhalskevers (Anthicidae). De wetenschappelijke naam van de soort is voor het eerst geldig gepubliceerd in 1953 door Bonadona.